# SN 2009jl
SN 2009jl – supernowa typu Ia odkryta 12 września 2009 roku w galaktyce A222322-0132. Jej maksymalna jasność wynosiła 22,30m.